# Theresia Emanuela von Bayern

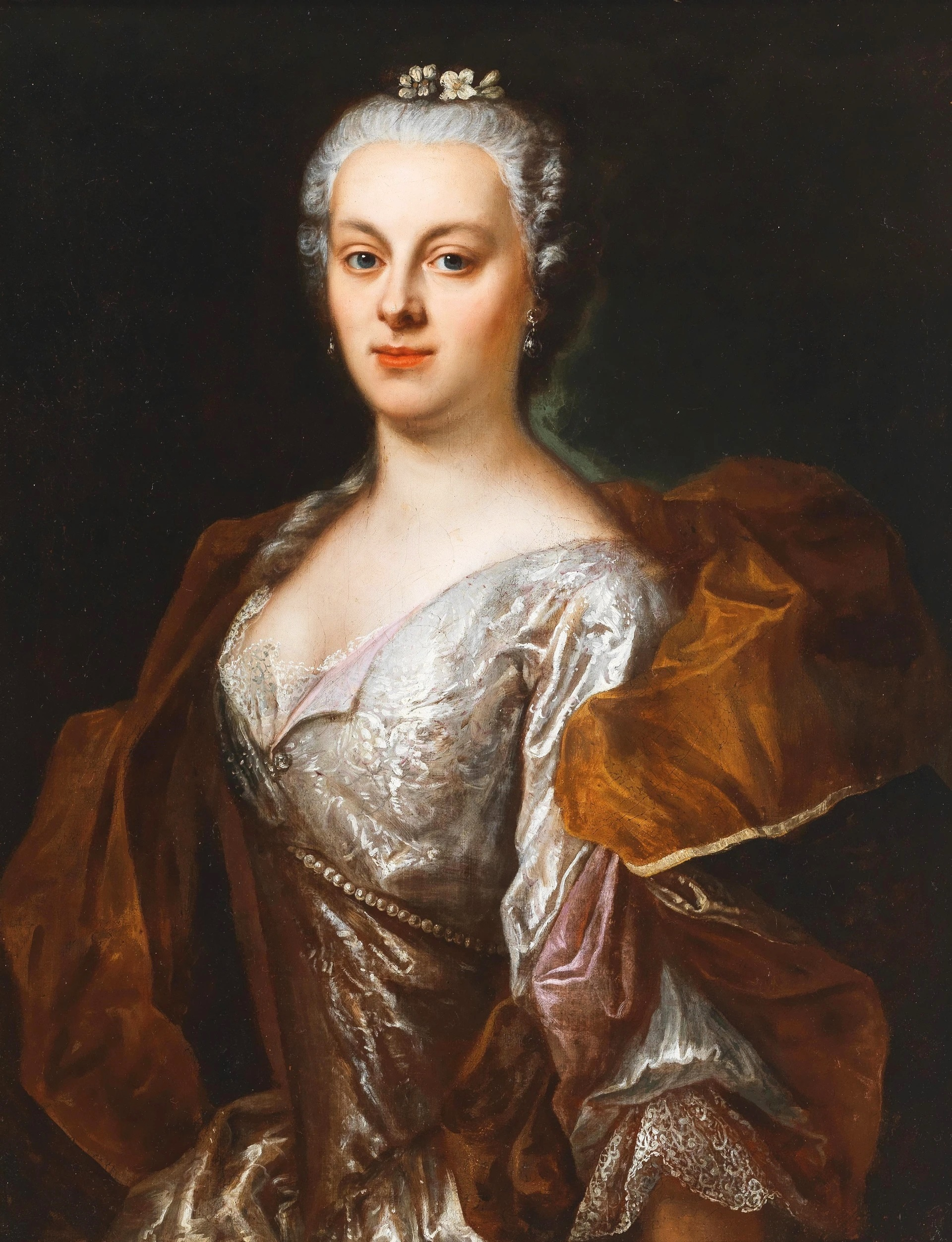
Prinzessin Theresia Emanuela von Bayern, zeitgenössisches Ölbild eines unbekannten Malers

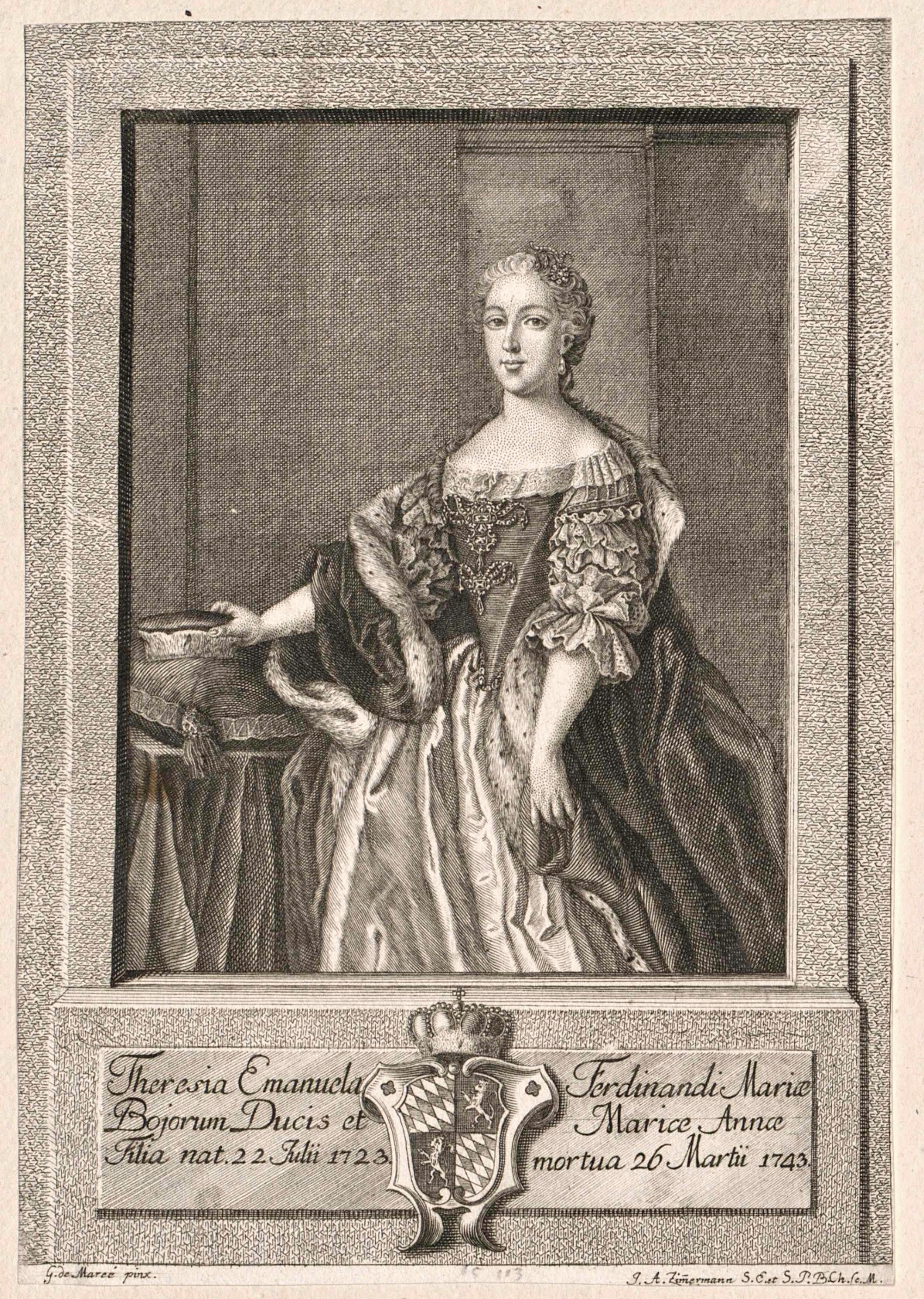
Prinzessin Theresia Emanuela von Bayern, Stich von Joseph Anton Zimmermann

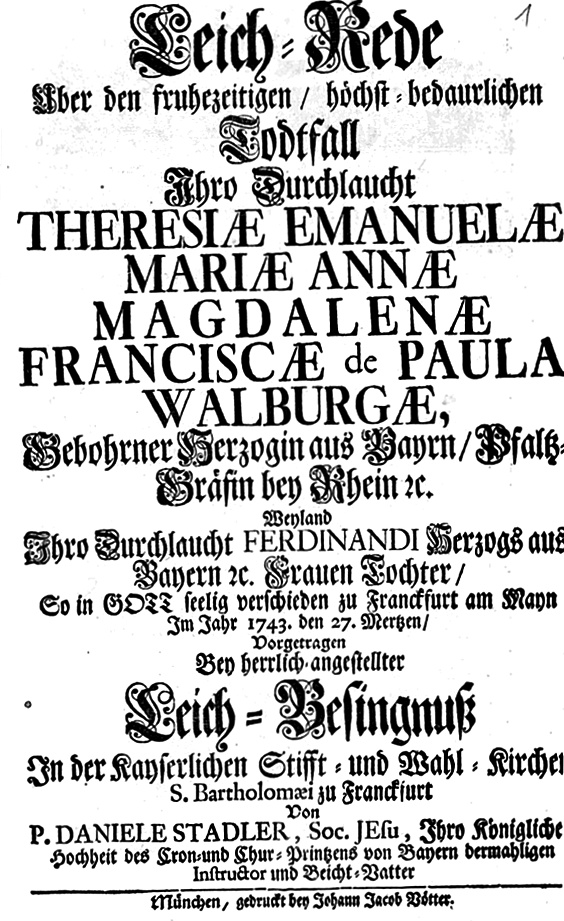
Titelblatt der Leichenpredigt, von Pater Daniel Stadler S.J.

Theresia Emanuela von Bayern (Theresia Emanuela Maria Anna Magdalena Francisca de Paula Walburga, * 22. Juli 1723 in München; † 27. März 1743 in Frankfurt am Main) war eine bayerische Prinzessin aus dem Hause Wittelsbach. 

## Leben
Sie wurde geboren als einzige Tochter des kaiserlichen Feldmarschalls Ferdinand Maria Innozenz von Bayern und seiner Gattin Anna Maria (1693–1751), einem Kind des Pfalzgrafen Philipp Wilhelm August von Pfalz-Neuburg. Theresia Emanuelas Großvater war der bayerische Kurfürst Maximilian II. Emanuel. 
Ihr kinderloser Bruder Clemens Franz de Paula von Bayern galt von 1745 bis zu seinem Ableben 1770 als kur-bayerischer Erbprinz und hätte nach dem Tod des ebenfalls kinderlosen Kurfürsten Maximilian III. Joseph von Bayern dessen Nachfolge angetreten. Seit 1742 war er verheiratet mit Maria Anna von Pfalz-Sulzbach, einer Tochter von Joseph Karl von Pfalz-Sulzbach und Enkelin des pfälzischen Kurfürsten Karl III. Philipp.
Am 29. Januar 1742 kam Theresia Emanuela von Mannheim, über Darmstadt, in Frankfurt an, um bei der Kaiserkrönung ihres Onkels Karl VII., am 12. Februar 1742 mitzuwirken. Die Prinzessin blieb bis zu ihrem Tod in der Stadt. Bei der Krönung trug sie im Frankfurter Dom, zusammen mit ihrer Schwägerin Maria Anna von Pfalz-Sulzbach und deren Schwester Maria Franziska von Pfalz-Sulzbach, die Schleppe der Kaiserin Maria Amalia.
Am 15. Oktober 1742 feierten sie und die Cousine Theresia Benedicte von Bayern, zusammen mit dem Kaiserpaar, ihren Namenstag, wobei sie alle den Gottesdienst in der Frankfurter Karmeliterkirche besuchten.
Prinzessin Theresia Emanuela war ledig und starb mit 19 Jahren in Frankfurt an den „Kindsblattern“, womit entweder Windpocken oder Pocken im jugendlichen Alter gemeint sind. Laut dem Neu-Eröffneten Historien-Saal (Band 6, 1743, S. 802) seien es die Pocken (Blattern) gewesen.
Beigesetzt wurde sie in der Karmeliterkirche Heidelberg, in der Gruft der Schwiegereltern ihres Bruders; nach Aufhebung des Klosters überführte man ihren Sarg 1805 in die St. Michaelskirche zu München.
Ihre Cousine Theresia Benedicte von Bayern starb zwei Tage später, ebenfalls in Frankfurt, an der gleichen Krankheit; auch sie wurde in der Karmeliterkirche Heidelberg bestattet. 
Kaiser Karl VII. betrauerte beide in einem Brief vom 29. März 1743, an seinen Bruder, Bischof Johann Theodor von Bayern.
Von Prinzessin Theresia Emanuela existiert ein Porträtstich des Künstlers Joseph Anton Zimmermann (1705–1797) sowie ein Ölporträt eines unbekannten Malers. 

Eine Leichenpredigt des Jesuiten Daniel Stadler, gehalten bei der Begräbnisfeier im Frankfurter Dom, erschien im Druck. Darin rühmt er die tiefe Frömmigkeit der Prinzessin und ihre Gefasstheit, mit der sie als 19-jähriges Mädchen dem Tod entgegen sah. Er führt u. a. aus, dass man in ihrem persönlichen Nachlass eine Geldbörse mit 100 Gulden gefunden habe, bei denen ein Zettel mit folgender Aufschrift lag: 

„Mit diesem Geld will ich, daß man nach meinem Tod abzahle was ich etwan in Kleinigkeiten hin und wieder mochte schuldig seyn. Das Übrige gebe man theils den Armen, theils lasse man für mich H. Messen lesen. Bitte noch einmahl, diesen meinen Willen genau zu erfüllen.“